# Minenräumungsagentur der Republik Aserbaidschan

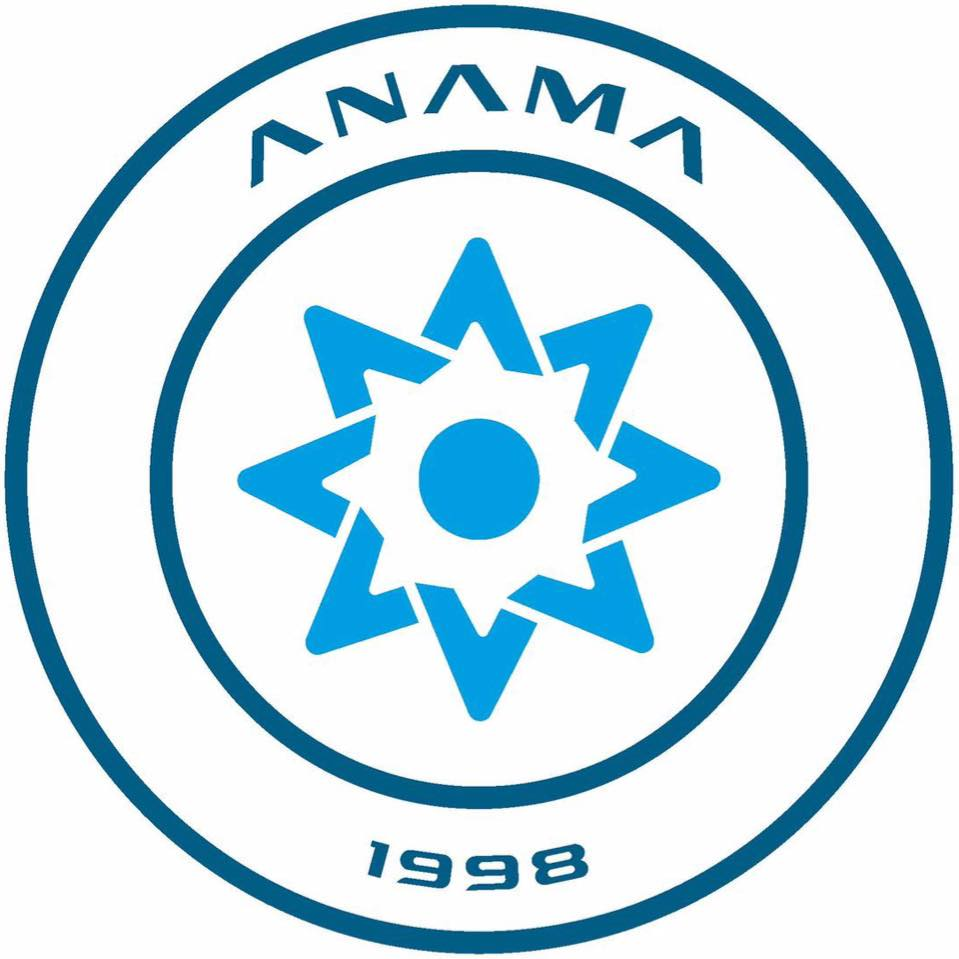
Logo der Minenräumungsagentur (ANAMA)

Die Minenräumungsagentur der Republik Aserbaidschan (aserbaidschanisch Azərbaycan Respublikasının Minatəmizləmə Agentliyi, ANAMA) ist eine staatliche Behörde für die Beseitigung von Minen und Kampfmittelrückständen in den betroffenen Gebieten von Aserbaidschan. Der derzeitige Schwerpunkt ihrer Tätigkeit ist die Entminung der Region Bergkarabach, die zwischen 1992 und 2020 von armenischen Truppen besetzt war und in dieser Zeit von Minen stark verseucht wurde.

## Geschichte, Struktur und Tätigkeitsschwerpunkte
Die Agentur wurde am 18. Juli 1998 per Dekret des damaligen Präsidenten Aserbaidschans Heydər Əliyev als "Nationale Agentur für die Minenräumung" ins Leben gerufen. 
Der Vorstand der Agentur besteht aus einem Vorsitzenden und zwei Stellvertretern. Es gibt zwei Regionalbüros in Horadiz, in den Provinzen Füzuli und Göygöl sowie vier Einsatzzentralen in den Städten Tərtər, Agcabədi, Ağstafa und Baku.

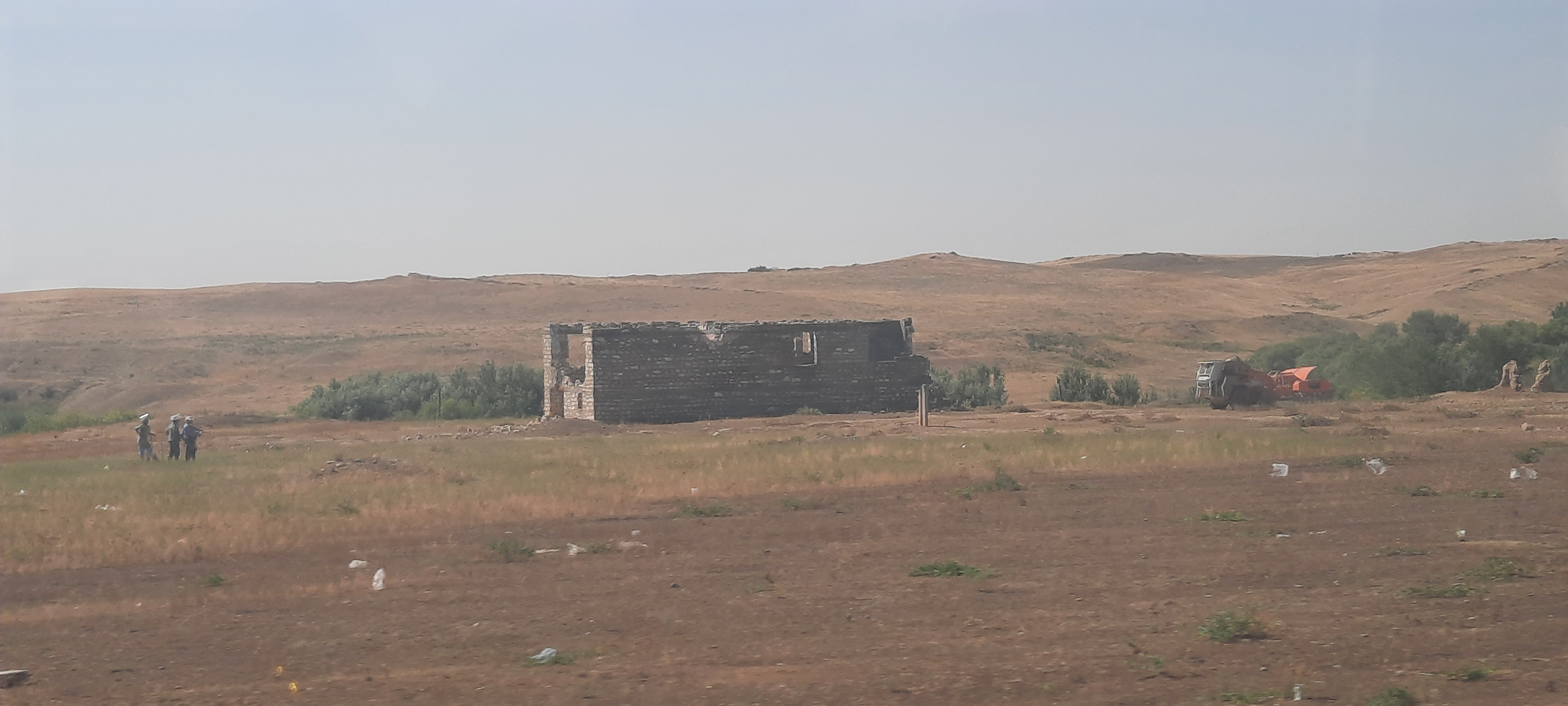
ANAMA-Mitarbeiter bei Minenräumarbeiten in einem Dorf der Provinz Füzuli

Zu den grundlegenden Aufgaben der Behörde zählen die Suche, Freilegung und Entschärfung von Antipersonenminen, Panzerabwehrminen, Entdeckung von Sprengfallen, Beseitigung von Kampfmittelrückständen sowie die Aufklärung der Bevölkerung über Gefahren und gefährdete Zonen. Seit der Gründung der Agentur wurden bis 2017 mehr als 40.000 Hektar aserbaidschanischen Territoriums von Minen geräumt. Nach eigenen Angaben wurden bis dahin fast 800.000 Minen und nicht explodierte Kampfmittel (UXO) gefunden und entschärft.
Nach dem Sieg über Armenien im Zweiten Bergkarabachkrieg sieht die aserbaidschanische Regierung ihre Hauptaufgabe darin, die Minenräumarbeiten in den einst besetzten und stark kontaminierten Territorien durchzuführen, um den Hunderttausenden Binnenvertriebenen aus Karabach die Rückkehr in die Heimatorte zu ermöglichen. Schätzungen zufolge wurden während der armenischen Besatzungszeit zwischen 1992 und 2020 bis zu 1,5 Mio. Minen vergraben, unter anderem in den Territorien um Bergkarabach herum, die vor dem Krieg 1992 mehrheitlich von den Aserbaidschanern bewohnt waren. Die Minen wurden dabei chaotisch, ohne erkennbares Muster und unbewacht verlegt. Auf Straßen, Friedhöfen und anderen zivilen Einrichtungen wurden Sprengfallen ausgelegt. Gemäß dem 2024 Landmine Report von Apopo bleibt ein Gebiet mit einer Gesamtgröße von 11.667 Tausend Quadratkilometern (ca. 13,5 Prozent des aserbaidschanischen Territoriums) stark verseucht. Damit gilt Aserbaidschan als eines von fünf von der Minengefahr am meisten betroffenen Ländern der Welt (Stand: Juni 2024).
Vom 10. November 2020 bis August 2024 wurden durch die Minenräumungsagentur in den zurückeroberten Gebieten Aserbaidschans 155.447 Hektar Fläche von Minen und Blindgängern geräumt. Das entspricht etwas mehr als 10 Prozent aller verminten Territorien des Landes.
Im Zeitraum von 1991 bis April 2024 waren in Aserbaidschan insgesamt 3.429 Menschen Opfer von Minen-Explosionen, 595 davon mit tödlichem Ausgang. Zwischen November 2020 und Dezember 2024 kamen 382 Zivilisten bei den ähnlichen Fällen zu Schaden, 70 davon verloren ihr Leben.